# Скипвит, Маргарет
Маргарет Скипвит (англ. Margaret Skipwith; умерла 6 мая 1583) — английская аристократка, дочь сэра Уильяма Скипвита, землевладельца из Линкольншира, и Элис Даймок. До 15 мая 1539 года она стала женой Джорджа Тэлбойса, 2-го барона Тэлбойса из Кайма, сына Элизабет Блаунт (в прошлом любовницы короля Генриха VIII) и Гилберта Тэлбойса. Её муж был несовершеннолетним, но вскоре после женитьбы ему разрешили вступить в права наследника, чтобы он мог отчуждать семейную собственность (в частности, передавать её жене). Историки отмечают необычность этого решения. Соответственно появилась гипотеза о том, что Маргарет Скипвит была любовницей короля и что её выдали за Тэлбойса, чтобы обеспечить на будущее. Согласно слухам, ходившим при дворе как минимум с января 1538 года, женой барона могла стать Мария Шелтон — дочь сэра Джона Шелтона и двоюродная сестра Анны Болейн.
Барон умер спустя всего год, в сентябре 1540 года. Маргарет получила в пожизненное владение третью часть земель Тэлбойсов в качестве «вдовьей доли». Позже она выходила замуж ещё дважды: за сэра Питера Кэрью (20 февраля 1546) и за сэра Джона Клифтона (20 июля 1579). Все три брака остались бездетными.